# ベイネッテ
ベイネッテ（伊: Beinette）は、イタリア共和国ピエモンテ州クーネオ県にある、人口約3,400人の基礎自治体（コムーネ）。

## 地理

### 位置・広がり

#### 隣接コムーネ
隣接するコムーネは以下の通り。
- キウーザ・ディ・ページオ
- クーネオ
- マルガリータ
- モロッツォ
- ペヴェラーニョ